# Lago di Miseno
Lago di Miseno este o arie protejată (arie specială de conservare — SAC, sit de importanță comunitară — SCI) din Italia întinsă pe o suprafață de 79 ha, integral pe uscat.

## Localizare
Centrul sitului Lago di Miseno este situat la coordonatele 40°47′32″N 14°04′21″E / 40.792222°N 14.0725°E.

## Înființare
Situl Lago di Miseno a fost declarat sit de importanță comunitară în mai 1995 pentru a proteja 9 specii de animale. Situl a fost protejat și ca arie specială de conservare în mai 2019.

## Biodiversitate
Situată în ecoregiunea mediteraneană, aria protejată conține 1 habitat natural: Lagune de coastă.
La baza desemnării sitului se află mai multe specii protejate:
- păsări (6): chirighiță neagră (Chlidonias niger), Larus argentatus, pescăruș-cu-cap-negru (Larus melanocephalus), pescăruș râzător (Larus ridibundus), Phalacrocorax carbo sinensis, Sterna paradisaea
- mamifere (3): liliacul mediteranean cu potcoavă (Rhinolophus euryale), liliacul mare cu potcoavă (Rhinolophus ferrumequinum), liliacul mic cu potcoavă (Rhinolophus hipposideros)

Pe lângă speciile protejate, pe teritoriul sitului au mai fost identificate 3 specii de reptile.